# Passages (revue littéraire)
Cet article concerne la revue de poésie, littérature et arts. Pour la revue culturelle et géopolitique, voir Passages (revue culturelle).
Pour les articles homonymes, voir Passages.
Passages est une revue de poésie, littérature et arts de périodicité bimensuelle créée fin 2006 à Saint-Amand-les-Eaux par Christian Edziré Déquesnes. Elle a pris la suite de la revue Ffwl, du journal-zine BASEMENTS-Ffwl et de la lettre-zine Tousnosjourssontunpoème. La publication de la revue a cessé après novembre 2009.
Un supplément de la collection Ré-apparitions venait accompagner chaque livraison de la revue. Certains numéros étaient accompagnés d'un CD. La revue publiait aussi des textes en picard.
En 2014 la revue Le Moulin des loups prend la succession.

## Revue Passages
La revue a publié des textes, photographies et collages de :
Tristan Félix, Isabelle Vaha, Delphine Gest, Pascale Parent, Christian Edziré Déquesnes (pcd), Vincent Farasse, Jean-Luc Casamian, Jean-Luc Galus, Bernard Barbet, Pascal Lenoir, Ivar Ch'Vavar, Antoine Boute, Charles Pennequin, Philippe Delfosse, Mimosa (Éric Lheurette), Philippe Blondeau, Jean-Luck Demunck, S.O.D.A., Jean-Noël Potte, Lucille Calmel, David Lesage, Carl Sonnenfeld, Gottfried Gröll, Alain Marc, Lucien Suel, Antoine Dufeu, Pierre Malbutine, Patrice Maltaverne, Sori Godi, Christophe Manon, Ben Arés, Jean-Marc Thévenin, Didier Trumeau, Cécile Richard, Claire Ceira, William Brown, Vincent Courtois, Charles-Mézence Briseul, Thomas Vinau, Ariane Bart, Édith Azam, Jeannine Hayat, Victoire Perdrot, Tomas Sidoli, Fraenz Frisch, Lothar Trott, Edzyh/Arth Derwydd, Pascal Ulrich, Bruno Gerbi, Christophe Esnault, Mark Greenfield, John M. Bennett (en), Andrew Topel, Luc Bénazet, Philippe Lemaire, Konrad Schmitt (pcd), Guy Niole, Alan Turner, Stif Mouketinnet, Luigino Solamito, Carole Darricarrère, Audrey Jeuland, Jérôme Bertin, Christoph Bruneel, Rémy Pénard, Benoît Mouchard, etc.
Numéros thématiques
- Passages no 1, novembre-décembre 2006 : Jean-Luc Casamian.
- Passages no 10, mai-juin 2008 : « Mais qu’est-ce qu’elles ont donc nos p'tites chansons ? » (avec CD).
- Passages no 11, juillet-août 2008 : Numéro spécial Pascal Lenoir.
- Passages no 14, janvier-février 2009 :
  - « Mais qu’est-ce qu’elles ont donc nos p'tites chansons ? (et nos p'tites musiques) » - version 2 - (avec CD).
- Passages no 15, mars-avril 2009 : « 15 danseurs sur le cadavre d'André Breton »
  - (Jeannine Hayat, Ivar Ch'Vavar, L'Âne qui butine, John M. Bennett (en), Philippe Lemaire, Pascal Lenoir, Vincent Farasse, Alain Marc, Tomas Sidoli, Antoine Dufeu, Philippe Blondeau, Bernard Barbet, Alan Turner, Mark Greenfield, Christian Edziré Déquesnes (pcd))
  - avec  une lettre à la suite d'une conversation avec Ivar Ch'Vavar,
  - enquête conçue et réalisée par Jeannine Hayat et Ch. Edziré Déquesnes

## CollectionRé-apparitions
- Ré-apparitions supplément Passages no 1, novembre-décembre 2006 :
  - Christian Edziré Déquesnes, le Cri du bébé bleu suivi de Toussint-ducasse à Francis Bacon.
- Ré-apparitions supplément Passages no 2, janvier-février 2007 :
  - Samuel Barrel, Cendres et autres scories.
- Ré-apparitions supplément Passages no 3, mars-avril 2007 :
  - Poète douaisien oublié de langue picarde, Théophile Denis - 1829-1908 -, biographie par Christian Edziré Déquesnes.
- Ré-apparitions supplément Passages no 4, mai-juin 2007 :
  - Bernard Barbet, À l'air libre.
- Ré-apparitions supplément Passages no 5, juillet-août 2007 :
  - Catharine Savage Brosman, Katrina, une série de poèmes.
- Ré-apparitions supplément Passages no 6, septembre-octobre 2007 :
  - Ed Padzeur ell àyure... Pierre Garnier et ses amis picards
    - (textes de Pierre Garnier, Lucien Suel, Ivar Ch'Vavar, Konrad Schmitt (pcd), Ch. Edziré Déquesnes, Alain Marc, etc.).
- Ré-apparitions supplément Passages no 7, novembre-décembre 2007 :
  - Ch. Edziré Déquesnes - Ivar Ch'Vavar, Lamentations - Lamintries, préface de Catharine Savage Brosman
    - traduction en picard de chansons blues de Lewis Allan, de Fleuve profond, sombre rivière (Marguerite Yourcenar), etc.
- Ré-apparitions supplément Passages no 8, janvier-février 2008 :
  - Rémi Froger, Je continue....
- Ré-apparitions supplément Passages no 9, mars-avril 2008 :
  - Olivier Domerg, Couleuvre.
- Ré-apparitions supplément Passages no 10, mai-juin 2008 :
  - Passiondale - La vallée de la passion -, 12 poèmes de Hedd Wyn et Francis Ledwidge,
    - traduits du gallois et de l'anglais par Jeannine Hayat, Christoph Bruneel et Lucien Suel
- Ré-apparitions supplément Passages no 11, juillet-août 2008 :
  - S.O.D.A.ction & Extractions de Christian Edziré Déquesnes (avec un texte d'Alain Marc et la participation de Marius Guérin)
- Ré-apparitions supplément Passages no 12, septembre-octobre 2008 :
  - Thomas Vinau, Il vise le ciel et tire (poème-hommage à Miles Davis).
- Ré-apparitions supplément Passages no 13, novembre-décembre 2008 :
  - Ivar Ch'Vavar, L'Os du cosmos, En travers de mon nez suivi de Mon étui pénien.
- Ré-apparitions supplément Passages no 14, janvier-février 2009 :
  - Hommages à Francis Bacon, par Carl Sonnenfeld, Tomas Sidoli, Ch. Edziré Déquesnes, Thomas Vinau et S.O.D.A. 05 / 09.
- Ré-apparitions supplément Passages no 15, mars-avril 2009 :
  - 15 chorégraphies dans le spectre de Nadja
    - en parallèle du numéro  « 15 danseurs sur le cadavre d'André Breton » de la revue Passages
    - (Thomas Vinau, Christoph Bruneel (L'Âne qui butine), Jeannine Hayat, Ivar Ch'Vavar, Anne Letoré (L'Âne qui butine), John M. Bennett (en), Philippe Lemaire, Pascal Lenoir, Vincent Farasse, Alain Marc, Tomas Sidoli, Antoine Dufeu, Philippe Blondeau, Ch. Edziré Déquesnes)
- Ré-apparitions supplément Passages no 16, mai-juin 2009 :
  - Flocks of hum de John M. Bennett (en) traduit de l’américain par Jeannine Hayat.
- Ré-apparitions supplément Passages no 17, juillet-août 2009 :
  - Ivar Ch'Vavar, Ezz innzou-d'braùs Audrey Hepburn / Les Aisselles d'Audrey Hepburn
    - suivi de Chés Crotànys à Marilyn / Le Crottin de Marilyn, picard / français.
- Ré-apparitions supplément Passages no 18, septembre-octobre-novembre 2009 :
  - Alain Marc, Solitude, la Souffrance du monde 1.